# Un viatge cap al destí
Un viatge cap al destí (títol original en anglès, The Wine of Summer) és una pel·lícula de drama romàntic del 2013 escrita, dirigida i produïda per Maria Matteoli, protagonitzada per Elsa Pataky, Sônia Braga, Ethan Peck, Najwa Nimri, Bob Wells i Marcia Gay Harden. S'ha doblat i subtitulat al català.
El rodatge va començar l'octubre de 2011 i es va rodar a Barcelona i Eureka (Califòrnia). La pel·lícula es va projectar al festival de cinema portuguès Douro Film Harvest de 2013.

## Sinopsi
En James (Peck), a 27 anys, deixa la seva carrera d'advocat per aconseguir el seu somni d'infantesa de convertir-se en actor. Mentre estudia interpretació sota la tutela de la Shelley (Harden), s'absorbeix amb l'obra de Carlo Lucchesi, Tinto de Verano, ambientada a Espanya. La xicota d'en James, la Brit (Chow), el deixa, i espontàniament vola cap a Espanya, on es troba amb el dramaturg Lucchesi (Wells) en una llibreria de Barcelona. En Lucchesi té una relació amb una dona molt més jove, la Veronica (Pataky), però encara alimentava un vell amor per la seva musa perduda fa temps, l'Eliza (Braga), una novel·lista que passa a visitar el seu fill, en Nico (Talvola), un trompetista que també viu a Barcelona. En el teló de fons daurat d'Espanya, aquests personatges troben els seus destins entrellaçats.